# Pristimantis caryophyllaceus
Pristimantis caryophyllaceus là một loài động vật lưỡng cư trong họ Strabomantidae, thuộc bộ Anura. Loài này được Barbour mô tả khoa học đầu tiên năm 1928.
Loài này có ở Colombia, Costa Rica, và Panama. Môi trường sống tự nhiên của chúng là rừng ẩm vùng đất thấp nhiệt đới hoặc cận nhiệt đới và vùng núi ẩm nhiệt đới hoặc cận nhiệt đới. Chúng hiện đang bị đe dọa vì mất môi trường sống.

## Hình ảnh

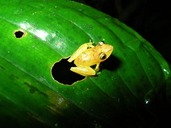